# Timoer Kapadze
Timoer Kapadze (Fergana, 5 september 1981) is een Oezbeeks voetbaltrainer en voormalig profvoetballer. Kapadze is de huidige bondscoach van Oezbekistan.

## Carrière als speler
In 1998, begon Kapadze als speler bij Neftchi Farg'ona. Vervolgens in 2002, speelde hij bij Pachtakor Tasjkent waar hij vijf seizoenen speelde om vervolgens te spelen voor FC Bunjodkor.
In februari 2011, was Kapadze speler van het Zuid-Koreaanse club Incheon United. In januari 2012 ging hij voor Sharjah FC spelen, uit de Verenigde Arabische Emiraten.
In juni 2012, tekende Kapadze bij FK Aktobe uit Kazachstan waar hij tot begin 2015 bleef.
Kapadze keerde terug naar Oezbekistan om te spelen voor Lokomotiv Tasjkent van 2015 tot en met 2017, dit was zijn laatste club als speler.
Van 2002 tot en met 2015, speelde Kapadze als international voor Oezbekistan.

## Carrière als trainer
Kapadze begon in 2008 als interim trainer van Oezbekistan. Van 2021 tot en met 2024 was hij onder meer trainer van FC Olympic Tashkent,  Oezbekistan onder 23 en het Oezbeekse olympische voetbalelftal.
In januari 2025, volgde Kapadze Srečko Katanec op als de nieuwe bonsdcoach van Oezbekistan. Het land plaatstte zich onder zijn leiding in juni 2025 voor het eerst voor een Wereldkampioenschap voetbal, door in de kwalificatiegroep de Verenigde Arabische Emiraten, Qatar, Kirgizië en Noord-Korea onder zich te houden.

## Persoonlijk
Kapadze is geboren in Oezbekistan en hij is van Meschetisch Turkse afkomst.

## Erelijst
Als speler
 Neftchi Farg'ona
- O'zbekiston Superligasi: 2001

 Pachtakor Tasjkent
- O'zbekiston Superligasi: 2002, 2003, 2004, 2005, 2006, 2007
- Beker van Oezbekistan: 2002, 2003, 2004, 2005, 2006, 2007
- GOS-beker: 2007

 FC Bunjodkor
- O'zbekiston Superligasi: 2008, 2009, 2010
- Beker van Oezbekistan: 2008, 2010

 FK Aktobe
- Premjer-Liga: 2013
- Supercup van Kazachstan: 2014

 Lokomotiv Tasjkent
- O'zbekiston Superligasi: 2016, 2017
- Beker van Oezbekistan: 2016, 2017
- Oezbeekse Supercup: 2014

Als trainer
- Oezbeeks trainer van het jaar: 2022, 2024